# تصفيات كأس العالم 2018 (إفريقيا)
التصفيات الإفريقية المؤهلة إلى كأس العالم لكرة القدم 2018، موزعة على ثلاث مراحل حسب تصنيف الكاف، ثم على خمس مجموعات من أربع منتخبات، يتأهل الأول من كل مجموعة إلى مونديال 2018 .

## كسر التعادل
حددت الفيفا معايير التأهيل في حال التعادل حسب القانون 20.6 و20.7 من دستور الفيفا في الآتي:
1. النقاط
2. فارق الأهداف
3. الأهداف المسجلة
4. المواجهات المباشرة
5. فارق الأهداف في المواجهات المباشرة
6. الأهداف في المواجهات المباشرة
7. الأهداف خارج الميدان
8. مباراة فاصلة من 90 دقيقة إضافة إلى وقت إضافي وضربات ترجيحية

## المنتخبات المشاركة
شاركت في التصفيات جميع المنتخبات المنضوية تحت الاتحاد الأفريقي لكرة القدم والبالغ عددها 54 منتخباً، ولكن تم إستبعاد زيمبابوي في 12 مارس 2015 لأسباب مالية بعد أن عجزت عن دفع راتب المدرب السابق.
| يتنافسون في المرحلة الأولى | يتنافسون في المرحلة الثانية |
| --- | --- |
| 1. الجزائر (19) 2. ساحل العاج (21) 3. غانا (25) 4. تونس (32) 5. السنغال (39) 6. الكاميرون (42) 7. الكونغو (47) 8. الرأس الأخضر (52) 9. مصر (55) 10. نيجيريا (57) 11. غينيا (58) 12. جمهورية الكونغو الديمقراطية (60) 13. مالي (61) 14. غينيا الاستوائية (63) 15. الغابون (65) 16. جنوب إفريقيا (70) 17. زامبيا (71) 18. بوركينا فاسو (72) 19. أوغندا (73) 20. رواندا (78) 21. توغو (83) 22. المغرب (84) 23. السودان (90) 24. أنغولا (92) 25. موزمبيق (95) 26. بنين (96) 27. ليبيا (96) | 1. النيجر (96) 2. إثيوبيا (101) 3. مالاوي (108) 4. سيراليون (111) 5. ناميبيا (112) 6. كينيا (114) 7. بوتسوانا (120) 8. مدغشقر (122) 9. موريتانيا (128) 10. بوروندي (131) 11. ليسوتو (131) 12. غينيا بيساو (133) 13. إسواتيني (138) 14. تنزانيا (139) 15. غامبيا (143) 16. ليبيريا (161) 17. جمهورية إفريقيا الوسطى (170) 18. تشاد (173) 19. موريشيوس (180) 20. سيشل (186) 21. جزر القمر (187) 22. ساو تومي وبرينسيب (189) 23. جنوب السودان (195) 24. إرتريا (204) 25. الصومال (205) 26. جيبوتي (207) |

## المرحلة الأولى
| الفريق الأول           | إجم.    | الفريق الثاني | مباراة الذهاب | مباراة الإياب |
| ---------------------- | ------- | ------------- | ------------- | ------------- |
| الصومال                | 0–6     | النيجر        | 0–2           | 0–4           |
| جنوب السودان           | 1–5     | موريتانيا     | 1–1           | 0–4           |
| غامبيا                 | 2–3     | ناميبيا       | 1–1           | 1–2           |
| ساو تومي وبرينسيب      | 1–3     | إثيوبيا       | 1–0           | 0–3           |
| تشاد                   | 2–2 (خ) | سيراليون      | 1–0           | 1–2           |
| جزر القمر              | 1–1 (خ) | ليسوتو        | 0–0           | 1–1           |
| جيبوتي                 | 1–8     | إسواتيني      | 0–6           | 1–2           |
| إرتريا                 | 1–5     | بوتسوانا      | 0–2           | 1–3           |
| سيشل                   | 0–3     | بوروندي       | 0–1           | 0–2           |
| ليبيريا                | 4–2     | غينيا بيساو   | 1–1           | 3–1           |
| جمهورية إفريقيا الوسطى | 2–5     | مدغشقر        | 0–3           | 2–2           |
| موريشيوس               | 2–5     | كينيا         | 2–5           | 0–0           |
| تنزانيا                | 2–1     | مالاوي        | 2–0           | 0–1           |

## المرحلة الثانية
| الفريق الأول | إجم.        | الفريق الثاني               | مباراة الذهاب | مباراة الإياب |
| ------------ | ----------- | --------------------------- | ------------- | ------------- |
| النيجر       | 0–3         | الكاميرون                   | 0–3           | 0–0           |
| موريتانيا    | 2–4         | تونس                        | 1–2           | 1–2           |
| ناميبيا      | 0–3         | غينيا                       | 0–1           | 0–2           |
| إثيوبيا      | 4–6         | الكونغو                     | 3–4           | 1–2           |
| تشاد         | 1–4         | مصر                         | 1–0           | 0–4           |
| جزر القمر    | 0–2         | غانا                        | 0–0           | 0–2           |
| إسواتيني     | 0–2         | نيجيريا                     | 0–0           | 0–2           |
| بوتسوانا     | 2–3         | مالي                        | 2–1           | 0–2           |
| بوروندي      | 4–5         | جمهورية الكونغو الديمقراطية | 2–3           | 2–2           |
| ليبيريا      | 0–4         | ساحل العاج                  | 0–1           | 0–3           |
| مدغشقر       | 2–5         | السنغال                     | 2–2           | 0–3           |
| كينيا        | 1–2         | الرأس الأخضر                | 1–0           | 0–2           |
| تنزانيا      | 2–9         | الجزائر                     | 2–2           | 0–7           |
| السودان      | 0–3         | زامبيا                      | 0–1           | 0–2           |
| ليبيا        | 4–1         | رواندا                      | 1–0           | 3–1           |
| المغرب       | 2–1         | غينيا الاستوائية            | 2–0           | 0–1           |
| موزمبيق      | 1–1 (3–4 ر) | الغابون                     | 1–0           | 0–1 (ب.و.إ.)  |
| بنين         | 2–3         | بوركينا فاسو                | 2–1           | 0–2           |
| توغو         | 0–4         | أوغندا                      | 0–1           | 0–3           |
| أنغولا       | 1–4         | جنوب إفريقيا                | 1–3           | 0–1           |

## المرحلة الثالثة

### المجموعة أ
| م | الفريق                      | لعب | ف | ت | خ | أ.له | أ.ع | أ.ف | نقاط | التأهل                                |     |     |     |     |     |
| - | --------------------------- | --- | - | - | - | ---- | --- | --- | ---- | ------------------------------------- | --- | --- | --- | --- | --- |
| 1 | تونس                        | 6   | 4 | 2 | 0 | 11   | 4   | +7  | 14   | التأهل إلى كأس العالم لكرة القدم 2018 |     | —   | 2–1 | 0–0 | 2–0 |
| 2 | جمهورية الكونغو الديمقراطية | 6   | 4 | 1 | 1 | 14   | 7   | +7  | 13   |                                       |     | 2–2 | —   | 4–0 | 3–1 |
| 3 | ليبيا                       | 6   | 1 | 1 | 4 | 4    | 10  | −6  | 4    |                                       | 0–1 | 1–2 | —   | 1–0 |     |
| 4 | غينيا                       | 6   | 1 | 0 | 5 | 6    | 14  | −8  | 3    |                                       | 1–4 | 1–2 | 3–2 | —   |     |

### المجموعة ب
| م | الفريق    | لعب | ف | ت | خ | أ.له | أ.ع | أ.ف | نقاط | التأهل                                |     |     |     |     |     |
| - | --------- | --- | - | - | - | ---- | --- | --- | ---- | ------------------------------------- | --- | --- | --- | --- | --- |
| 1 | نيجيريا   | 6   | 4 | 1 | 1 | 12   | 4   | +8  | 13   | التأهل إلى كأس العالم لكرة القدم 2018 |     | —   | 1–0 | 4–0 | 3–1 |
| 2 | زامبيا    | 6   | 2 | 2 | 2 | 8    | 7   | +1  | 8    |                                       |     | 1–2 | —   | 2–2 | 3–1 |
| 3 | الكاميرون | 6   | 1 | 4 | 1 | 7    | 9   | −2  | 7    |                                       | 1–1 | 1–1 | —   | 2–0 |     |
| 4 | الجزائر   | 6   | 1 | 1 | 4 | 4    | 11  | −7  | 4    |                                       | 3–0 | 0–1 | 1–1 | —   |     |

1. ↑  قررت لجنة الإنضباط بالفيفا احتساب النتيجة 3–0 لصالح الجزائر وأعتبرت نيجيريا مهزومة بعد أن ثبت أنها شاركت باللاعب عبد الله شيهو الذي كان قد حصل على إيقاف لمبارة واحد بسبب الإنذارات[3]

1. ↑  "Preliminary Draw procedures outlined". fifa.com. 9 يوليو 2015. مؤرشف من الأصل في 2017-09-10. اطلع عليه بتاريخ 2015-07-09.
2. ↑  "Regulations – 2018 FIFA World Cup Russia" (PDF). FIFA.com. مؤرشف من الأصل (PDF) في 2016-12-13.
3. ↑  قرار لجنة الإنضباط في الفيفا - 12 ديسمبر 2017 - موقع الفيفا

### المجموعة ج
| م | الفريق     | لعب | ف | ت | خ | أ.له | أ.ع | أ.ف | نقاط | التأهل                                |     |     |     |     |     |
| - | ---------- | --- | - | - | - | ---- | --- | --- | ---- | ------------------------------------- | --- | --- | --- | --- | --- |
| 1 | المغرب     | 6   | 3 | 3 | 0 | 11   | 0   | +11 | 12   | التأهل إلى كأس العالم لكرة القدم 2018 |     | —   | 0–0 | 3–0 | 6–0 |
| 2 | ساحل العاج | 6   | 2 | 2 | 2 | 7    | 5   | +2  | 8    |                                       |     | 0–2 | —   | 1–2 | 3–1 |
| 3 | الغابون    | 6   | 1 | 3 | 2 | 2    | 7   | −5  | 6    |                                       | 0–0 | 0–3 | —   | 0–0 |     |
| 4 | مالي       | 6   | 0 | 4 | 2 | 1    | 9   | −8  | 4    |                                       | 0–0 | 0–0 | 0–0 | —   |     |

### المجموعة د
| م | الفريق       | لعب | ف | ت | خ | أ.له | أ.ع | أ.ف | نقاط | التأهل                                |     |     |     |     |     |
| - | ------------ | --- | - | - | - | ---- | --- | --- | ---- | ------------------------------------- | --- | --- | --- | --- | --- |
| 1 | السنغال      | 6   | 4 | 2 | 0 | 10   | 3   | +7  | 14   | التأهل إلى كأس العالم لكرة القدم 2018 |     | —   | 0–0 | 2–0 | 2–1 |
| 2 | بوركينا فاسو | 6   | 2 | 3 | 1 | 10   | 6   | +4  | 9    |                                       |     | 2–2 | —   | 4–0 | 1–1 |
| 3 | الرأس الأخضر | 6   | 2 | 0 | 4 | 4    | 12  | −8  | 6    |                                       | 0–2 | 0–2 | —   | 2–1 |     |
| 4 | جنوب إفريقيا | 6   | 1 | 1 | 4 | 7    | 10  | −3  | 4    |                                       | 0–2 | 3–1 | 1–2 | —   |     |

1. ↑  في 6 سبتمبر 2017 ألغت لجنة تصفيات كأس العالم التابعة للفيفا مباراة جنوب إفريقيا والسنغال الملعوبة في 12 نوفمبر 2016 بعدما تم ثبوت تلاعب بنتيجة المباراة من طرف الحكم الغاني جوزيف لامبتي الذي أوقف مدى الحياة حيث قام باحتساب ركلة جزاء خيالية للمنتخب الجنوب إفريقي.[1] قرار الإيقاف وإعادة المباراة أكدته محكمة التحكيم الرياضية رسميا في نفس اليوم على أن تعاد المباراة في نوفمبر 2017.[2]

1. ↑  "Match official banned for life due to match manipulation". FIFA.com. Fédération Internationale de Football Association. 20 مارس 2017. اطلع عليه بتاريخ 2017-09-06.
2. ↑  "South Africa vs. Senegal World Cup qualifier to be replayed in November". FIFA.com. Fédération Internationale de Football Association. 6 سبتمبر 2017. اطلع عليه بتاريخ 2017-09-06.

### المجموعة ر
| م | الفريق  | لعب | ف | ت | خ | أ.له | أ.ع | أ.ف | نقاط | التأهل                                |     |     |     |     |     |
| - | ------- | --- | - | - | - | ---- | --- | --- | ---- | ------------------------------------- | --- | --- | --- | --- | --- |
| 1 | مصر     | 6   | 4 | 1 | 1 | 8    | 4   | +4  | 13   | التأهل إلى كأس العالم لكرة القدم 2018 |     | —   | 1–0 | 2–0 | 2–1 |
| 2 | أوغندا  | 6   | 2 | 3 | 1 | 3    | 2   | +1  | 9    |                                       |     | 1–0 | —   | 0–0 | 1–0 |
| 3 | غانا    | 6   | 1 | 4 | 1 | 7    | 5   | +2  | 7    |                                       | 1–1 | 0–0 | —   | 1–1 |     |
| 4 | الكونغو | 6   | 0 | 2 | 4 | 5    | 12  | −7  | 2    |                                       | 1–2 | 1–1 | 1–5 | —   |     |

## المنتخبات المتأهلة
| المنتخب | تأهل عن    | تاريخ          | مشاركات سابقة                    |
| ------- | ---------- | -------------- | -------------------------------- |
| نيجيريا | المجموعة ب | 7 أكتوبر 2017  | 5 (1994، 1998، 2002، 2010، 2014) |
| مصر     | المجموعة ر | 8 أكتوبر 2017  | 2 (1934، 1990)                   |
| المغرب  | المجموعة ج | 11 نوفمبر 2017 | 4 (1970، 1986، 1994، 1998)       |
| تونس    | المجموعة أ | 11 نوفمبر 2017 | 4 (1978، 1998، 2002، 2006)       |
| السنغال | المجموعة د | 8 أكتوبر 2017  | 1 (2002)                         |